# طية الجيب المائي

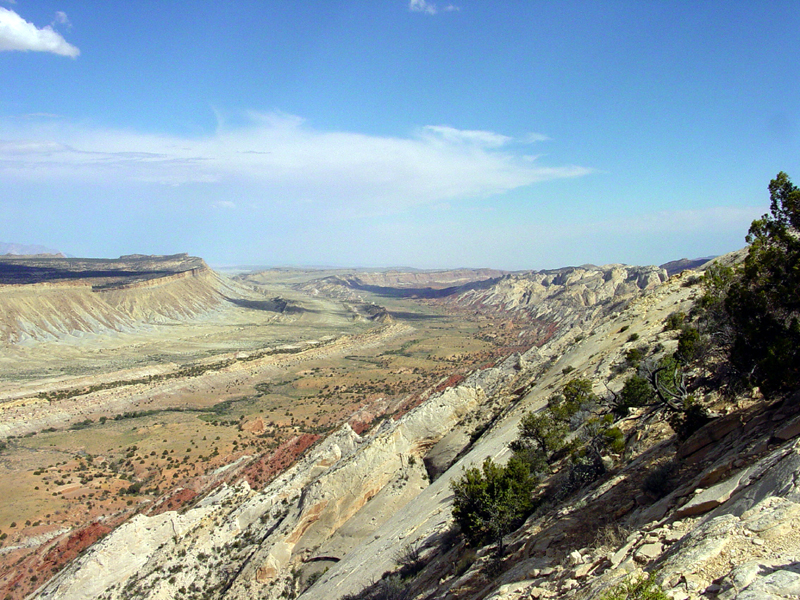
طية الواتربوكت باتحاه الجنوب من وادي السترايك

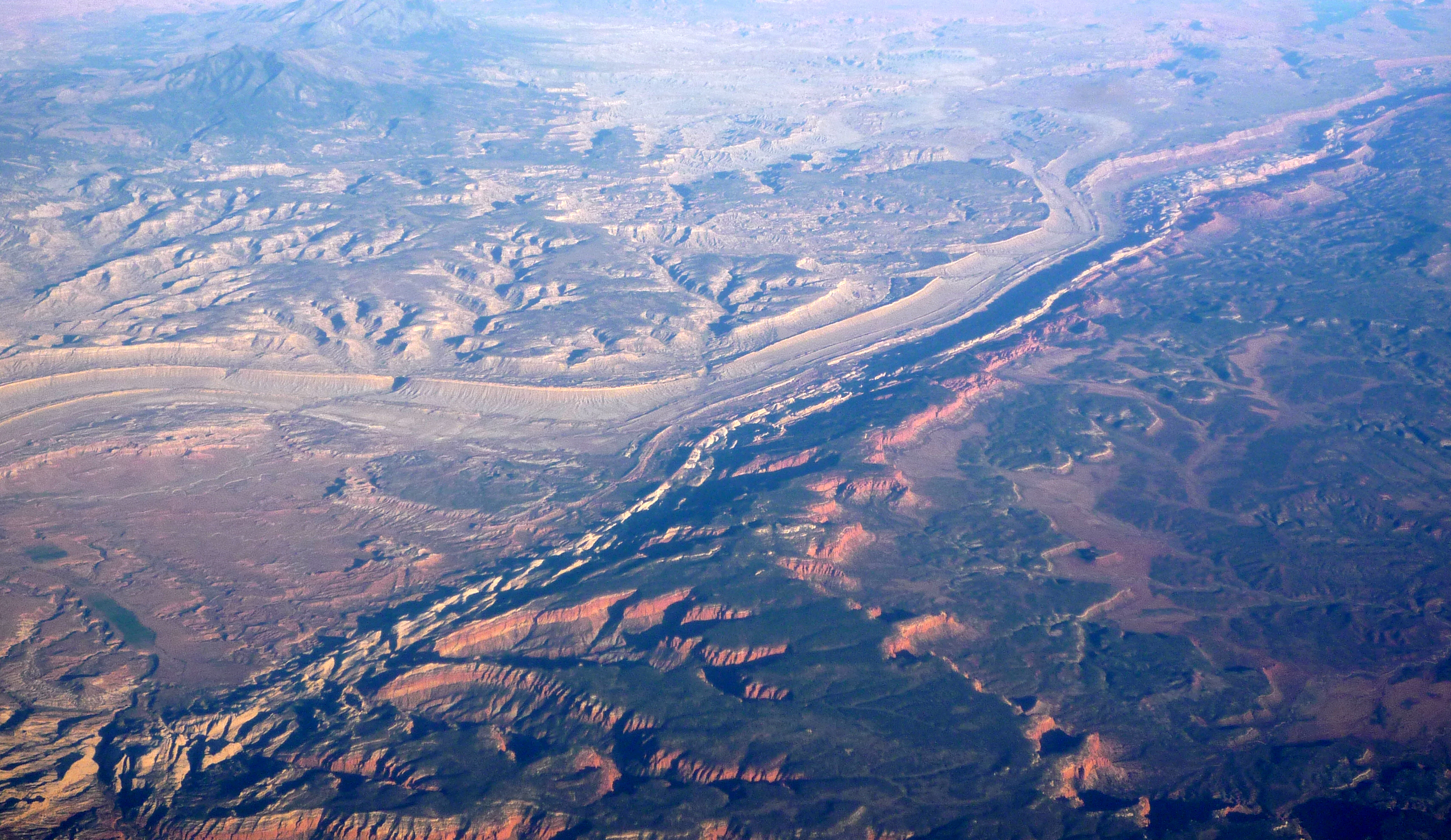
منظر من الأعلى لطية الواتربوكت

طية الجيب المائي (الواتربوكت) هي علامة جيولوجية تممتاز بها حديقة الكابيتول ريف الوطنية غرب الولايات المتحدة. إنها طية وحيدة الميل، وهي تمتد على أكثر بقليل من 100 ميل في صحراء يوتا المركزية. يتسنى لنا رؤيتها عبر ثلاثة طرق طبيعية في الحديقة؛ أحدهم يقودنا إلى علامة مميزة تعرف بالجولدن ثرون (العرش الذهبي) نظرًا للحجر الرملي الذهبي الذي تغطيها. تقطع الطية شرق مدينة توري التي تبعد ثلاثة أميال وجنوب شرق الصحراء الوسطى. لهذه المنطقة مكانة خاصة نظرًا لما تقدمه من متنزهات للمشي مليئة بالطبيعة.